# Dieulouard
Dieulouard ist eine französische Gemeinde mit 4603 Einwohnern (Stand 1. Januar 2022) im Département Meurthe-et-Moselle in der Region Grand Est (bis 2015 Lothringen). Sie gehört zum Kanton Entre Seille et Meurthe.
Einer Legende nach stammt der Ortsname von dem Ausruf eines Bischofs „Dieu le garde“ (deutsch Gott behüte ihn).

## Geographie
Die Gemeinde Dieulouard liegt im Nordosten Frankreichs am linken Ufer der Mosel etwa auf halbem Weg zwischen Nancy und Metz. Der nächstgrößere Ort ist Pont-à-Mousson etwa sechs Kilometer nördlich. Parallel westlich zur Mosel verläuft der Höhenzug Côtes de Moselle, der genau hier für wenige hundert Meter unterbrochen ist. Eine Querung des Flusses war von alters her an dieser Stelle somit besonders vorteilhaft.
Dieulouard besitzt einen Bahnhof, der vom TER Lorraine mit der Strecke 1 (Nancy–Luxemburg) im Stundentakt bedient wird. Ferner liegt der Ort an der D657 (Nord-Süd-Richtung) sowie der D10 (Ost-West-Richtung) mit einer Brücke über Mosel und Moselseitenkanal. Zwischen dem Seitenkanal und der Mosel befinden sich einige Fischteiche.

## Geschichte

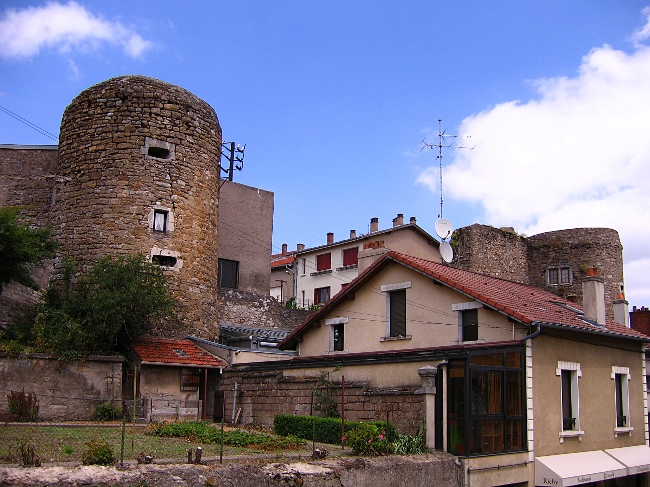
Burganlage

Im Ortskern gleich neben der Kirche befindet sich die alte Burg Dieulouard, die Ende des 10. Jahrhunderts errichtet, im 15. und 16. Jahrhundert umgestaltet worden ist und seit 1927 unter Denkmalschutz steht. Ursprünglich wird am Standort der Burg ein befestigtes Haus aus gallo-römischer Zeit vermutet, das an der Römerstraße gestanden hat. Ab dem 9. Jahrhundert war hier der Stammsitz des Hauses Scarponnois und kultureller und politischer Mittelpunkt Scarponnois’. Ältester ermittelbarer Stammvater der Grafendynastie ist Richwin (Scarpone) († 1028).

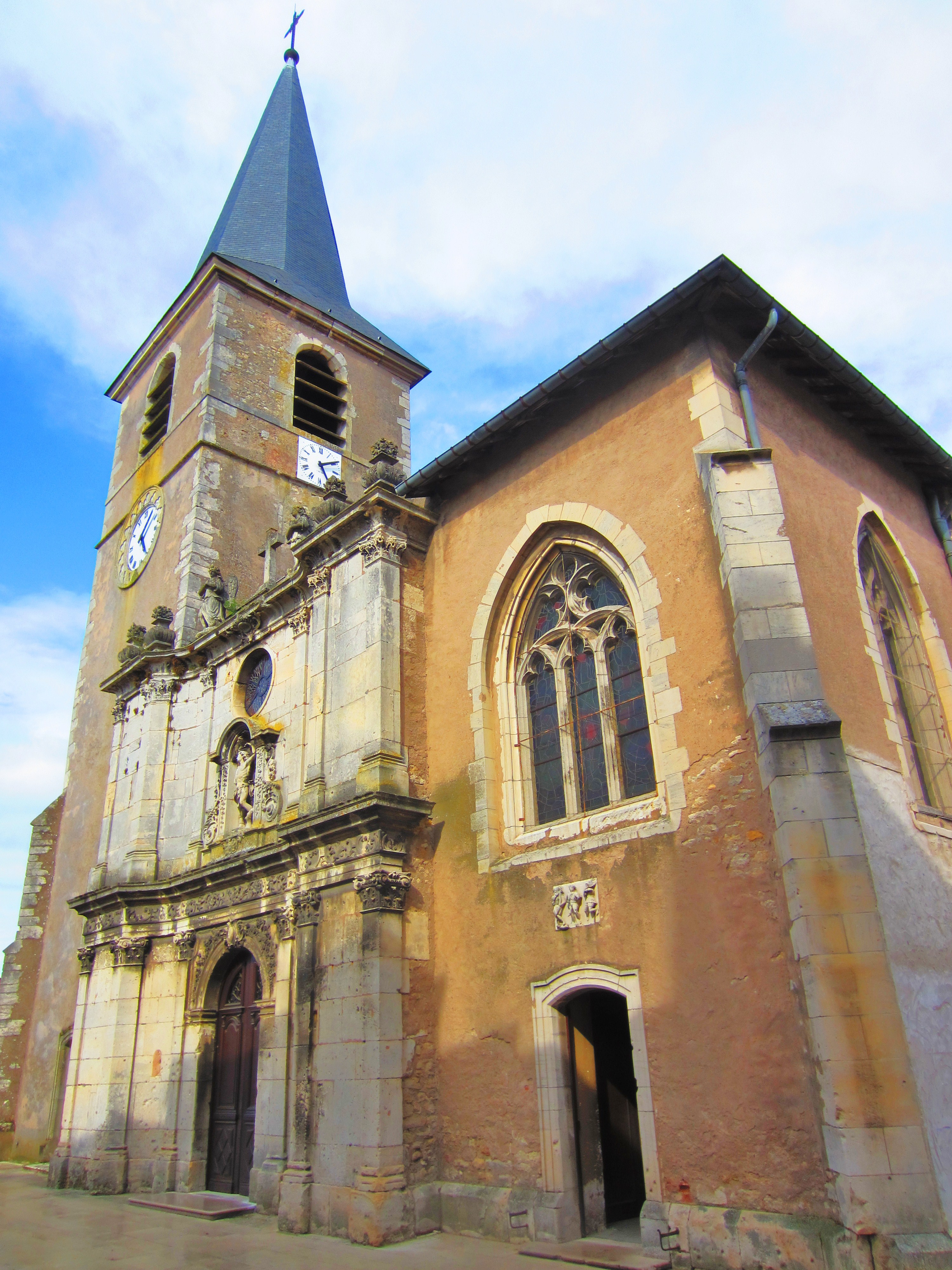
Kirche Saint-Sébastien

Die Ursprünge der heute noch sichtbaren Burganlage gehen auf den Bischof von Metz, Adalbero II., aus dem Geschlecht der Wigeriche und ehemals Bischof von Verdun, zurück, der dort 997 eine Befestigung bauen ließ, um die Bewohner des Dorfes  in der Nähe der Ruinen von Scarpone zu schützen. Eine erste schriftliche Erwähnung findet sich in einem Brief Kaiser Konrads II. von 1028, in dem die Gründung des Klosters von Gellamont erwährt wird, das sich ganz in der Nähe befand. Im Laufe der Jahrhunderte waren die Burg und der Ort mehrfach Schauplatz verheerender Kämpfe; im 12. Jahrhundert wurde die Burg nahezu dem Erdboden gleichgemacht, aber wiedererrichtet. Im 14. Jahrhundert wurde die Burg zu einer imposanten Festung ausgebaut. Sie erhielt eine einzige, 100 Meter lange Einfahrt von Osten her mit Zugbrücke, einen polygonalen Grundriss sowie sieben Rundtürme. Nur der achte Turm im Westen war eckig. Die Mauern erhielten Zinnen und wurden im 16. Jahrhundert auf 20 Meter erhöht.
1660 wurde die Burg geschleift und mit der Französischen Revolution als Nationaleigentum an interessierte Bürger verkauft. Dutzende von Familien zogen ein, brachen neue Fensteröffnungen und legten Gärten an.
Heute beherbergt die Burg ein Hotel und ein Museum mit Siedlungsspuren aus der antiken Stadt Scarpone sowie Waffen der letzten drei Kriege.
| Jahr      | 1962 | 1968 | 1975 | 1982 | 1990 | 1999 | 2009 | 2019 |
| Einwohner | 4854 | 5332 | 5372 | 5212 | 4903 | 4771 | 4568 | 4772 |

## Industrie
Etwa einen Kilometer südlich vom Ortskern stromauf befindet sich ein Rohstoffwerk von Saint Gobain sowie das Stauwehr zur Stromerzeugung Barrage d'Autreville sur Moselle.

## Gemeindepartnerschaften
Seit Oktober 1993 ist Dieulouard Partnergemeinde von Hofheim (Lampertheim).